# 박승하 (관료)
박승하 (朴勝夏 일본식 이름: 大原光峰 1908 ~ 1998)는 일제강점기의 만주국 사무관이다.

## 생애
1908년 9월 28일 경상남도 산청에서 출생, 1982년 3월에 경상북도 대구고등보통학교를 졸업, 그 해 4월에는 경성제국대학 예과 문과에 입학하여 1930년 3월에 수료, 4월에는 경성제국대학 법문학부 법학과에 입학, 1934년 졸업하였다.
졸업 후 만주로 이동, 1936년 10월에 만주국 젠다오성공서(間島省公著) 총무청(總務廳) 속관(屬官, 委任官 3등)에 임명되었으며, 1937년 1월 젠다오성공서 훈춘현(琿春懸) 속관으로 옮겨갔다.
1939년 4월 만주국 고등관특별등격고시(高等官特別登格考試)에 합격, 5월에는 젠다오성 허룽현(和龍縣) 속관으로 임면 되었고, 7월에 천임관(薦任官) 3등의 사무관으로 승진하여 젠다오성 허룽현 사무관으로 전임, 행정과장으로 근무하며 허룽현농사합작사(和龍縣農事合作社)의 상임감사를 역임했다.
1940년 11월 건국신묘창건기념장(建國神廟創建紀念章)을 받았으며, 1941년 1월 6일~2월 17일까지 신추전개척협동조합(新秋田開拓協同組合) 설립위원을 지냈다. 1941년 1월 17일 젠다오성 민생청(民生廳) 사무관으로 옮겼으며, 같은 해 7월 국세조사기념장(國勢調査記念章)을 받았고, 10월에는 국무원 흥농부(興農部) 농산사(農産司) 특수농산과(特殊農産科) 사무관으로 전임되어 근무하였으며, 1945년 3월에 천임관 2등으로 올랐다. 
해방 후, 1946년 5월 조선정치학관(朝鮮政治學館, 건국대학교 전신) 법학과 교수로 근무하였다. 
이후 건국대학교 학감, 부학장, 2부대학 학장, 법정대학 학장 등을 지냈다.
1998년 11월 12일 사망했다. 

## 참고자료
- 친일인명사전편찬위원회 (2009). 《친일인명사전》. 40, 41쪽.